# Cândido Ribeiro Barbosa
Cândido Ribeiro Barbosa, primeiro e único barão de Ribeiro Barbosa (Bananal, 1854 — idem, 1922), foi um fazendeiro e tabelião brasileiro. Descendente de tradicional família cafeicultora da região, viveu durante a decadência do ciclo do café do Vale do Paraíba, motivo pelo qual desfez-se da antiga propriedade a qual herdou, a fazenda Coqueiros. O barão era também conhecido como Candóca ou Menino de Ouro, devido à promessa de sua mãe, que jurou doar o peso do filho em ouro à Santa Casa de Misericórdia de Bananal caso nascesse saudável, haja vista sua avançada idade quando engravidou—42 anos.
Filho do major Cândido Ribeiro Barbosa (1835-19??) e de Joaquina Maria de Jesus (1812-1911), e neto dos portugueses Inácio Ribeiro Barbosa e Gertrudes Maria de Oliveira. Casou-se em 1862 com Etelvina Laura de Almeida, com quem teve numerosa descendência:
- Maria Cândida Ribeiro Barbosa, casada com Luciano José de Almeida
- Luciano Ribeiro Barbosa
- Cândido Ribeiro Barbosa
- Estela Ribeiro Barbosa
- Américo Ribeiro Barbosa, casado com Carmela de Carvalho
- Joaquina Ribeiro Barbosa, casada com Manuel Osório de Carvalho
- Luciano Ribeiro Barbosa, casado com Bárbara Maria Barbosa
- Cecília Ribeiro Barbosa, casada com Amadeu Citi
- Edith Ribeiro Barbosa, casada com Joaquim de Paula Guimarães Filho
- Cândido Ribeiro Barbosa, casado com Maria Christina Quintas
- Clóvis Ribeiro Barbosa, casado com Cassiana Theodoro Guimarães

## Títulos nobiliárquicos
Barão de Ribeiro Barbosa
Título conferido por decreto real em 1908, por D. Carlos I de Portugal.